# بول ويلسون (كاتب)
بول ويلسون (بالإنجليزية: Paul Wilson) (و. 1941  م) هو مغني، ومترجم، وكاتب كندي، ولد في هاميلتون.